# Boncza-kastély
A csucsai Boncza-kastély, utóbb Octavian Goga Múzeum műemléknek nyilvánított múzeum Romániában, Kolozs megyében. 

## Elhelyezkedése
A Nagyváradot Kolozsvárral összekötő DN1-es főút mentén, Csucsa keleti szélén, egy domboldalon található.

## Története
A kastélyt a 19. század végén Boncza Miklós építtette Alpár Ignáccal, ekkor az épület földszintes, négy szobás volt. Az épület lakás céljára nem volt alkalmas, csak reprezentációs célokat szolgált, agy építettek mellé egy kisebb kúriát is. Miután 1915-ben Boncza Berta és Ady Endre házasságot kötöttek, ebben a fehér házban éltek 1917-ig.
1920-ban Boncza Berta 280 000 lejért eladta a család kastélyát Octavian Gogának, aki 1921–1926 között Brâncoveanu-stílusban alakíttatta át az épületet. Az átalakítást követően a Gogta-házaspár a kastélyban lakott, a személyzet pedig Adyék házában, a fehér házat vendégeknek tartották fenn. 1923-ban itt írták alá az úgynevezett csucsai paktumot, amelyet az Alexandru Averescu tábornok által vezetett Néppárt és az Országos Magyar Párt kötött.
1938-ban bekövetkezett halálakor Gogát előbb a Bellu temetőben temették el, de két hónappal később özvegye, Veturia Goga áthozatta holttestét Csucsára, ahol mauzóleumot építtetett számára a kastély kertjében. A George Matei Cantacuzino által tervezett mauzóleum 1958-ban készült el, addig a költő maradványait egy ideiglenes sírban helyezték el. 1939-ben Veturia Goga a kastély mellé telepíttette át a galponyai fatemplomot.
1966-ban Goga özvegye, Veturia Goga a román államnak adományozta az ingatlant, azzal a feltétellel, hogy élete végéig ott lakhat. Az Octavian Goga Emlékmúzeum 1967-ben nyílt meg.
2005-ben Veturia Goga testvérének leszármazottai pert indítottak az adomány érvénytelenítése és a kastély visszaszolgáltatása érdekében, ezt 2015-ben meg is nyerték; 2019-ben azonban a fellebbviteli bíróság ezzel ellentétesen, a Kolozs Megyei Tanács javára döntött.
2022-ben a Kolozs Megyei Tanács bejelentette, hogy elkezdik a múzeum felújítását. A részben Európai Uniós forrásokból finanszírozott munkálatok a szerződés szerint 91 hónapig tartanak.

## Leírása
A 28 000 hektáros birtokon kilenc épület áll; az épületegyüttes CJ-II-a-A-07568 kódszámmal az országos műemlékjegyzékben szerepel. Az épületek: a kastély, a "fehér ház", az "Ady-ház", az A és B melléképületek, a kolostor, a fatemplom, a mauzóleum, a sziklán álló ház, illetve a nyári színház. 2015 óta a kolostor, a fatemplom a hozzá tartozó birtokrésszel, valamint a sziklán álló háza Rév–Felek–Kolozsvári ortodox érsekség használatában áll.
A kastélyban elhelyezett állandó kiállítás Octavian Gogának állít emléket. A kiállítás két helyiséget ölel fel, az első a hatezer kötetes könyvtár; a könyveken kívül egy 16. századi, cédrusfából készült láda is található itt. A második helyiség a dolgozószoba, ahol a családi fényképek mellett Nicolae Grigorescu-vázlatok, Brâncoveanu-kori (17.-18. századi) gyertyatartók, drágakövekkel díszített indiai, szíriai és törökországi övek, egy 16. századi perzsiai asztalka, egy 11. századi bizánci ikon láthatók. A gyűjtemény részét képezik továbbá Octavian Goga kéziratai és levelezése, egy 16. századi francia gobelin, Theodor Pallady és Nicolae Dărăscu festményei.
Az Ady-háznak nevezett nyári lakban 1967-ben nyílt meg az első Ady Endre-kiállítás; ezt 2014-ben Magdó János kolozsvári magyar konzul kezdeményezésére a Petőfi Irodalmi Múzeum újította meg. Az Ady Endre-kiállítás mutatja be a kastély történetét is.
A fehér ház egy néprajzi kiállításnak ad helyet. A gyűjteményben moldvai, olténiai és Szamos-menti népviseletek, moldvai, olténiai és avasi szőnyegek, üvegre és fára festett ikonok, kerámiák találhatók. A legértékesebb darab egy korondi tűzhely, amely felirata szerint 1864-ben készült.

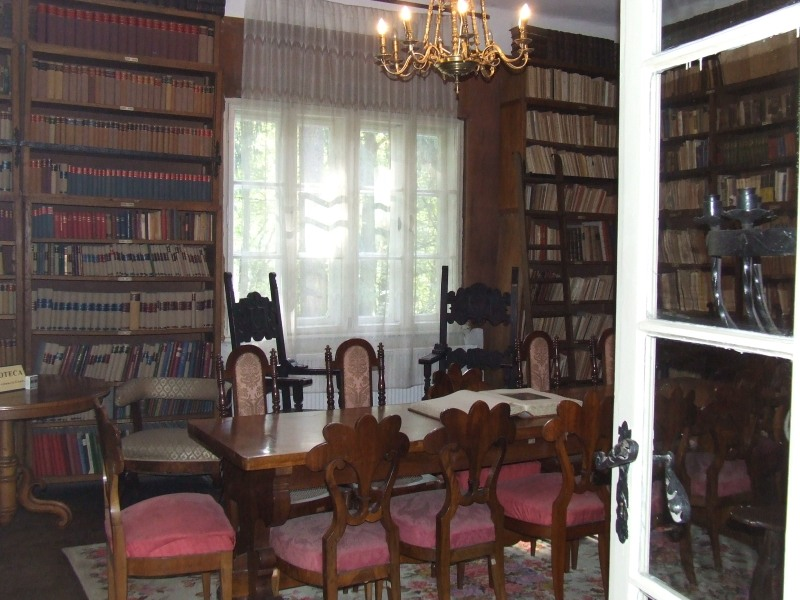
Könyvtár
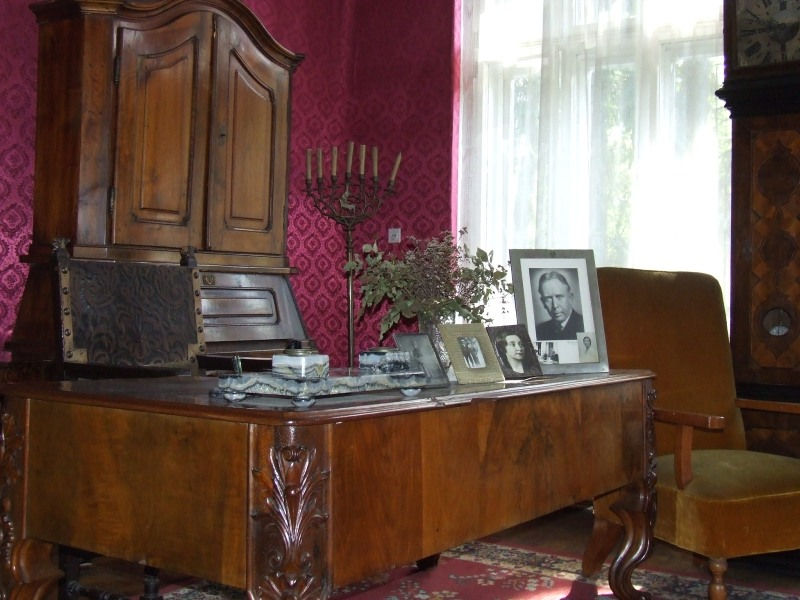
Octavian Goga íróasztala
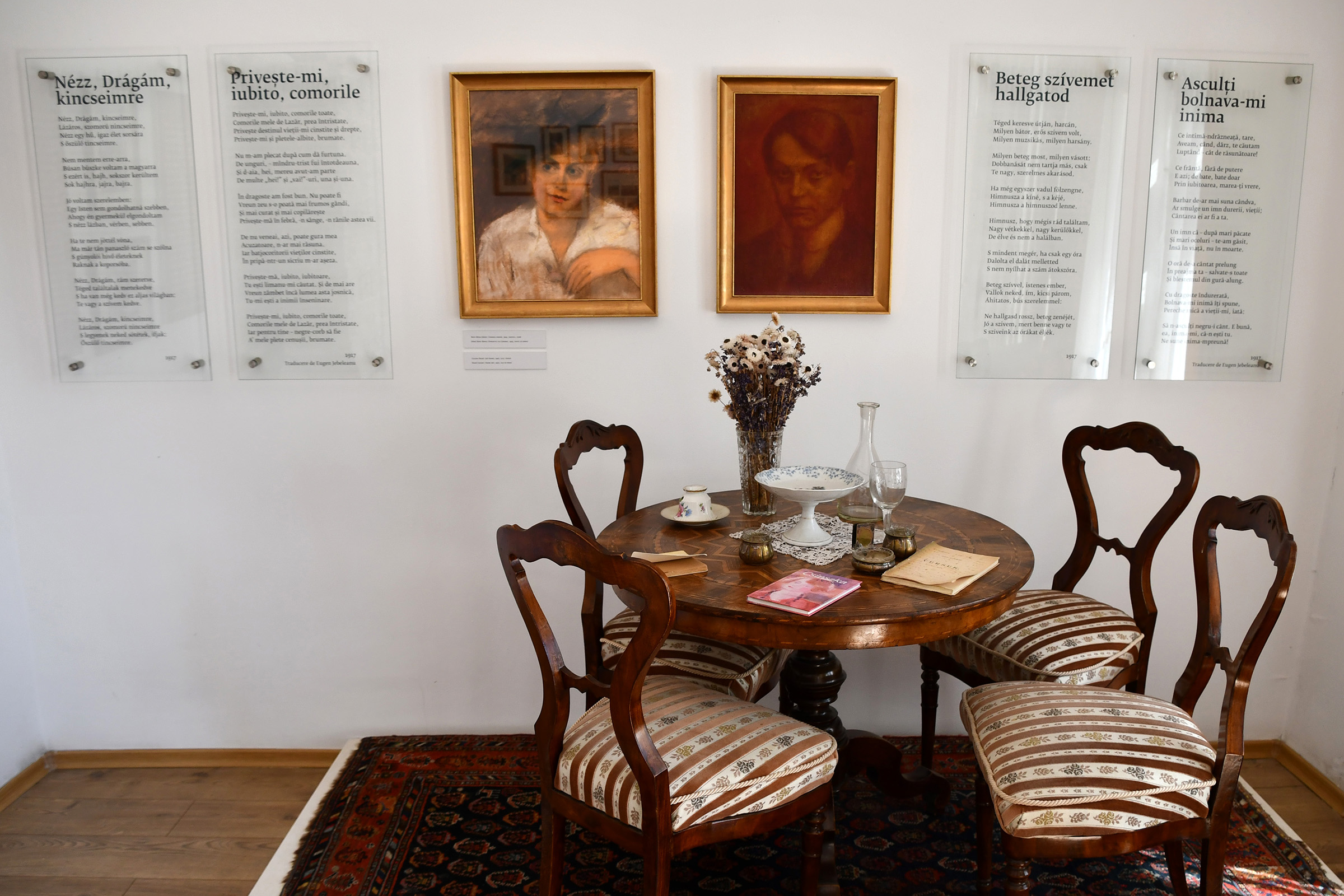
Ady Endre-emlékház
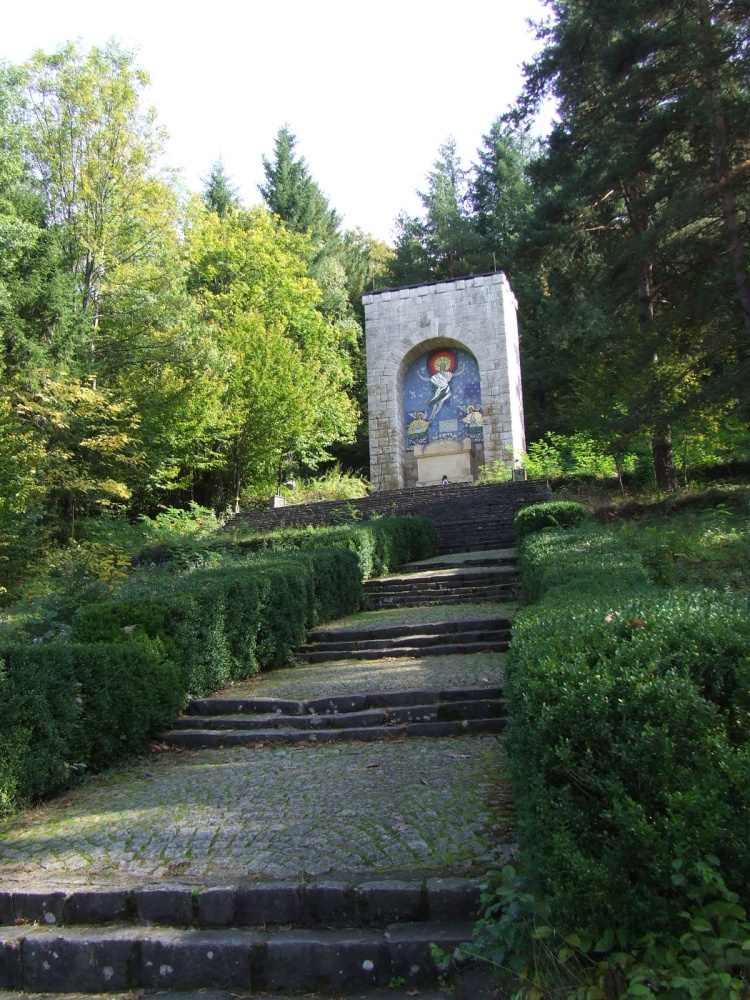
Mauzóleum
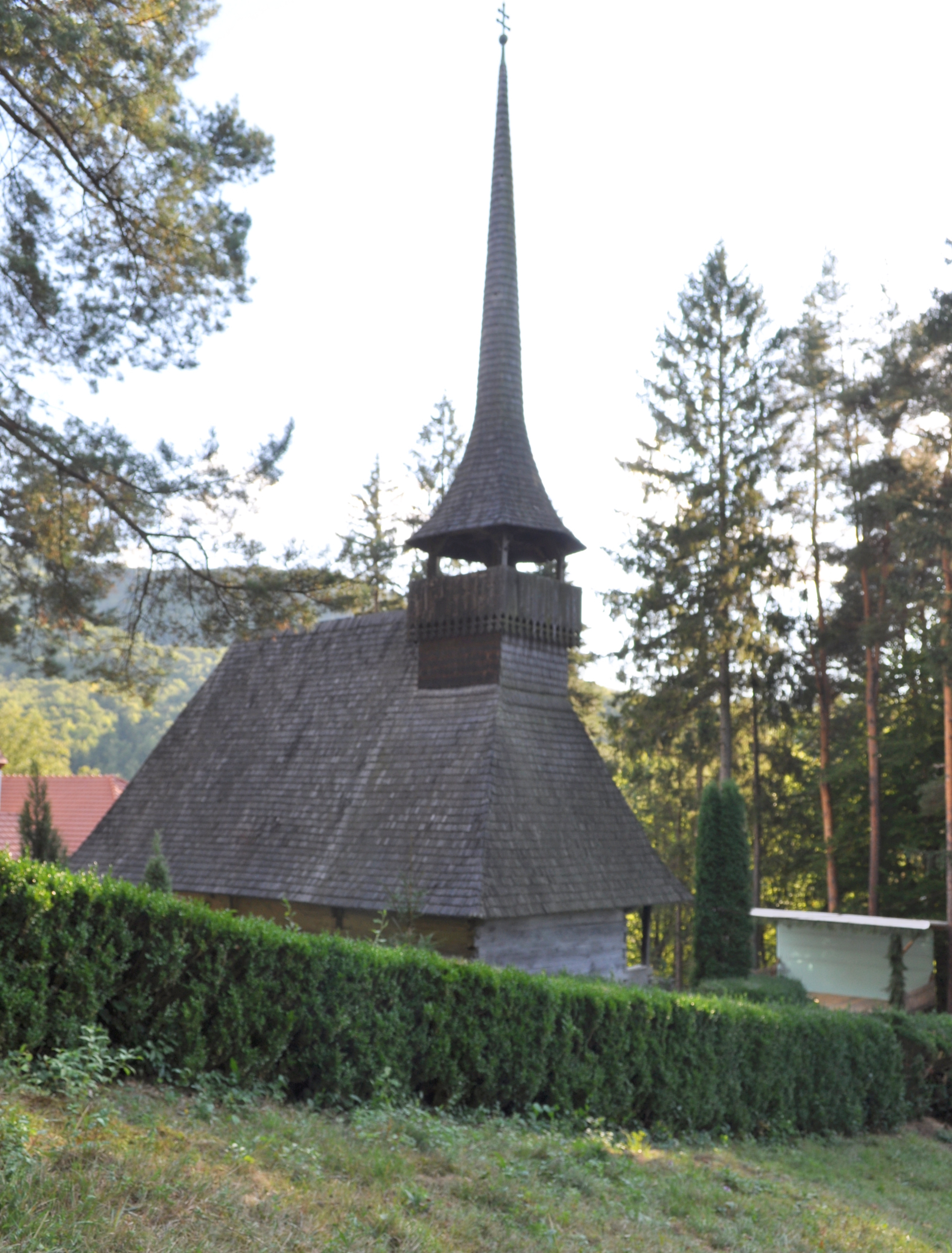
Galponyai fatemplom